# Johannes Vinther
Johannes Larsen Vinther (Nørre Broby, 1893. január 5. – Oure, 1968. május 24.) olimpiai ezüstérmes dán tornász.
Az 1912. évi nyári olimpiai játékokon indult tornában és a svéd rendszerű csapat összetettben ezüstérmes lett.
Klubcsapata a Skytterforeningernes Hold volt.